# Kerelő
Kerelő (románul Chirileu, németül Laußen) falu Romániában, Maros megyében. Közigazgatásilag Kerelőszentpál községhez tartozik.

## Fekvése
Marosvásárhelytől 16 km-re délnyugatra a Maros bal partján fekszik.

## Története
A falunak már 1263-ban volt temploma, hívei a 16. században reformátusok lettek. 1661-től fokozatosan románok telepedtek a faluba. A református egyház a 18. század közepén megszűnt, a templom nyomtalanul elpusztult. 1910-ben 628, többségben román lakosa volt, jelentős magyar kisebbséggel. A trianoni békeszerződésig Kis-Küküllő vármegye Radnóti járásához tartozott. 1992-ben 582 lakosából 485 román, 97 cigány volt.

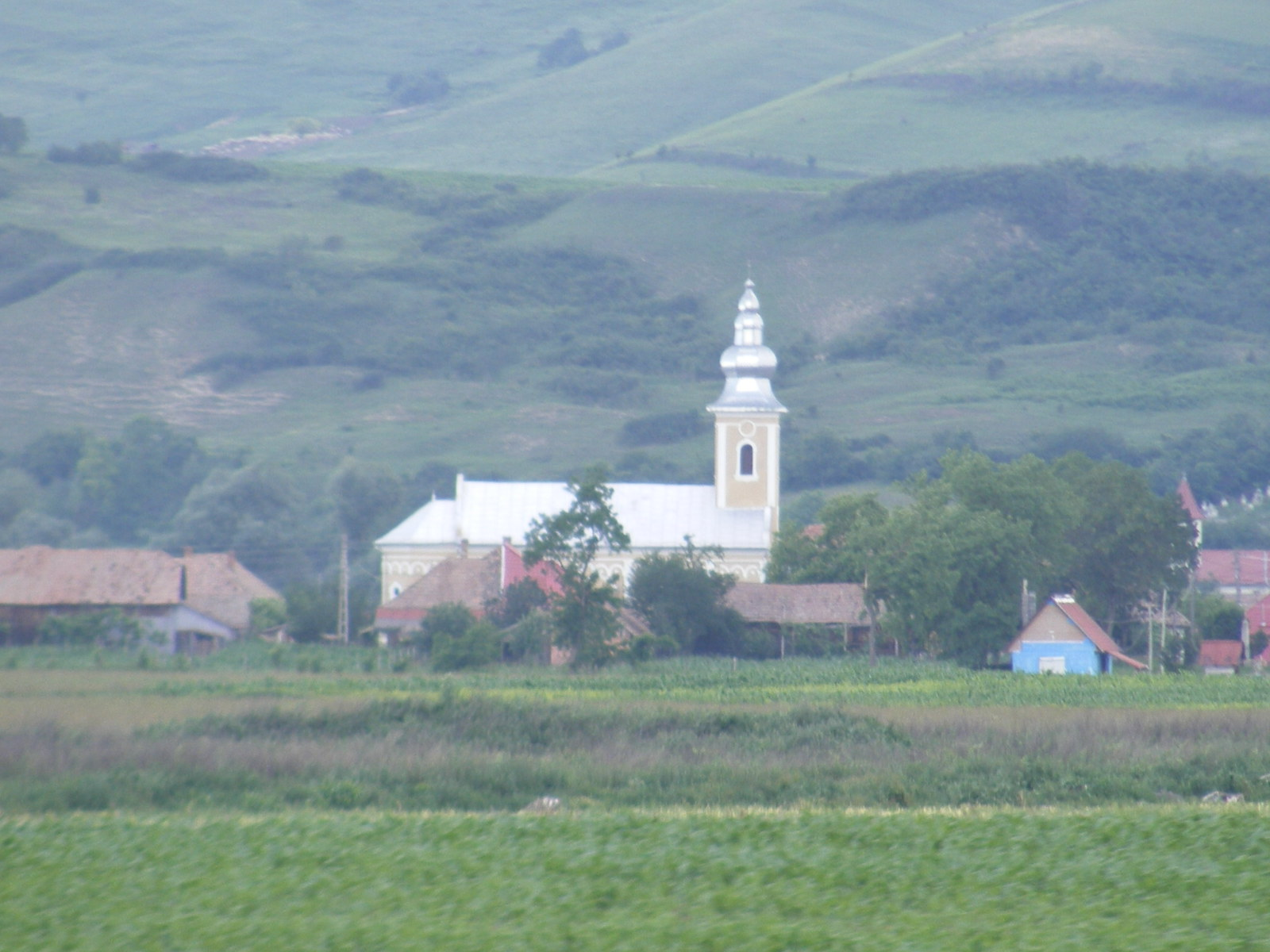